# Garencières
Ne doit pas être confondu avec Garancières.
Garencières est une ancienne commune française, située dans le département de l'Eure en région Normandie, devenue le 1er janvier 2016 une commune déléguée au sein de la commune nouvelle de La Baronnie.

## Géographie
Le village de Garencières est composé du bourg centre et de trois hameaux : 
- Le Buisson Crosson ou Buisson de Garencières (au sud du village) ;
- Le Val de Garencières (au nord du village) ;
- La Vignette (au nord du village).

## Toponymie
Le nom de la localité est attesté sous les formes Garenceres entre 1080 et 1200 (cartulaire de Saint-Taurin), Garenceria en 1207 (charte de Luc, évêque d’Évreux), Garencheriæ en 1261 (charte de la Noë), Garentières en 1317 (charte de Philippe le Long), Garanchieres en 1322 (gr. coutum. des forêts de Normandie), Garencerez en 1341 (lettres du verdier de Breteuil), Garancières en 1419 (reg. des dons), Guérencières en 1463 (comptes de l’archevêché de Rouen), Guarencières en 1460, Guerencières en 1469 (monstres générales de la noblesse du baill. d’Évreux), Garencyère en 1496, Garensières en 1693 (actes notariés).
Garancières est un champ de garance, plante tinctoriale.

## Héraldique
| Blason de Garencières | Blason  | De gueules à trois chevrons d'or accompagnés en pointe d'une fleur de garance du même. |
| Blason de Garencières | Détails | Le statut officiel du blason reste à déterminer.                                       |

## Politique et administration
| Période                                  | Période    | Identité       | Étiquette | Qualité                                                                   |
| ---------------------------------------- | ---------- | -------------- | --------- | ------------------------------------------------------------------------- |
| Les données manquantes sont à compléter. |            |                |           |                                                                           |
| mars 1989                                | mars 1995  | Daniel Chopin  | RPR       |                                                                           |
| mars 1995                                | mars 2008  | Joël Huvier    | UMP       |                                                                           |
| mars 2008                                | 31/12/2015 | Gérard Fauchet | CNI       | Agriculteur retraité Délégué à la commission ordures ménagères de la CCPN |

## Démographie
L'évolution du nombre d'habitants est connue à travers les recensements de la population effectués dans la commune depuis 1793. À partir du 1er janvier 2009, les populations légales des communes sont publiées annuellement dans le cadre d'un recensement qui repose désormais sur une collecte d'information annuelle, concernant successivement tous les territoires communaux au cours d'une période de cinq ans. 
Pour les communes de moins de 10 000 habitants, une enquête de recensement portant sur toute la population est réalisée tous les cinq ans, les populations légales des années intermédiaires étant quant à elles estimées par interpolation ou extrapolation. Pour la commune, le premier recensement exhaustif entrant dans le cadre du nouveau dispositif a été réalisé en 2008,.
En 2013, la commune comptait 566 habitants, en évolution de +2,17 % par rapport à 2008 (Eure : +2,66 %, France hors Mayotte : +2,49 %).
| 1793 | 1800 | 1806 | 1821 | 1831 | 1836 | 1841 | 1846 | 1851 |
| ---- | ---- | ---- | ---- | ---- | ---- | ---- | ---- | ---- |
| 262  | 283  | 290  | 322  | 306  | 288  | 311  | 307  | 321  |

| 1856 | 1861 | 1866 | 1872 | 1876 | 1881 | 1886 | 1891 | 1896 |
| ---- | ---- | ---- | ---- | ---- | ---- | ---- | ---- | ---- |
| 315  | 307  | 292  | 290  | 275  | 271  | 258  | 242  | 235  |

| 1901 | 1906 | 1911 | 1921 | 1926 | 1931 | 1936 | 1946 | 1954 |
| ---- | ---- | ---- | ---- | ---- | ---- | ---- | ---- | ---- |
| 225  | 224  | 228  | 209  | 217  | 214  | 186  | 213  | 192  |

| 1962 | 1968 | 1975 | 1982 | 1990 | 1999 | 2008 | 2013 | - |
| ---- | ---- | ---- | ---- | ---- | ---- | ---- | ---- | - |
| 189  | 153  | 212  | 325  | 487  | 495  | 554  | 566  | - |

## Lieux et monuments
- Église Saint-Arnoul

## Personnalités
- Jean Ier de Garencières, chevalier banneret, au service d'Isabelle de France, en 1406, baron du Puiset.

- Désiré-Magloire Bourneville, né à Garencières le 28 octobre 1840, mort le 28 mai 1909. Médecin aliéniste.